# Haus Königstraße 27 (Bad Laasphe)

Im Zentrum des Fotos das Haus Königstraße 27

Das Haus Königstraße 27 ist ein seit 1985 unter Denkmalschutz stehendes Fachwerkhaus in der historischen Altstadt von Bad Laasphe, das 1737 als Bürgerhaus und Schmiede in der Barockzeit errichtet wurde. Es handelt sich um ein dreigeschossiges Gebäude mit Giebel zur Straße.

## Lage
Das Gebäude steht mit der Schmalseite an der wichtigen, im 13. Jahrhundert mit der Stadtgründung angelegten historischen Durchgangsstraße im alten Stadtkern von Bad Laasphe. Das Grundstück war von Anfang an, wie auch heute noch, in seiner Tiefe durch den Steinweg begrenzt und erreichte damit nicht die Fläche der Grundstücke auf der Nordseite der Königstraße.

## Besitzergeschichte
Der erste bekannte Besitzer, der in einem Vorgängerbau wohnte, war der um 1550 geborene Johannes Schlauraff (Schlawer), der hier ab 1582 nachweisbar und 1598 gestorben ist. Anschließend wohnte hier bis zu seinem Tod im Jahr 1644 sein Sohn Konrad (Kurt) Schlauraff (um 1575–1621/24), der mit seiner Ehefrau Anna Schofen aus Feudingen keine überlebenden Kinder hinterließ. 
In diesem Fall wurde das Lehen von der gräflichen Obrigkeit um 1621/14 neu vergeben: an den 1587 in Laasphe geborenen Paul Schütz. Paul Schütz stammte aus einer um 1580 aus Biedenkopf zugezogenen Ratsfamilie und war der Sohn von Johannes Schütz. Sein Pate war der damalige Pfarrer und Inspektor von Laasphe, der gelehrte Dr. Paul Crocius, der Vater der Professoren Ludwig Crocius und Johannes Crocius. Paul Schütz hatte 1602 am Pädagogium in Herborn studiert und betätigte sich nach seiner Rückkehr in die Heimatstadt als Schuster und mitunterschrieb 1622 den Zunftbrief der lederverarbeitenden Gewerke in Laasphe. Gegen Ende seines  Lebens übernahm er in der Aufbauzeit nach dem Dreißigjährigen Krieg eine Stelle als Schulmeister in Banfe. Er war verheiratet mit Gertrud Weiss (1587–1653) und starb 1651. Das Anwesen ging 1653 im Erbgang an den Ehemann seiner Tochter Margarete (1616–1675), den vermutlich 1616 in Laasphe geborenen Paul Krafthöfer (auch: Kraft). Von diesem ist allerdings kein Todesdatum bekannt.
Der 1649 dem Ehepaar Krafthöfer als erstes Kind geborene Sohn Melchior übernahm das Anwesen und betrieb hier eine Schmiede. Er starb 1704 eines unnatürlichen Todes, nachdem er Christina Windhausen mit einem Hammer verletzt hatte, am übernächsten Tag im Gefängnis. Melchior war mit einer Elisabeth verheiratet, die 1717 als Witwe vermutlich in dem Haus starb.
Nachfolger im Besitz des Anwesens wurde der 1680 in Laasphe geborene und aus einer alten Laaspher Familie (Nulden, Nolt) stammende Matthias Noll, der 1710 die Tochter Katharina Krafthöfer (1687–1763) geheiratet hatte. Matthias Noll betrieb weiterhin eine Schmiede in dem Haus und ist 1739 verstorben.
Kurz zuvor hatte 1737 das Ehepaar Noll das heutige Haus als Modernisierung der Schmiede erbaut. Dieses Ereignis ist inschriftlich auf der Schwelle des ersten Obergeschosses an der Straßenseite festgehalten: "Matthias Noll Anna Catharina eheleut / Den 9tag November Anno 1737 / Baumeister Johannes Gärthe".
Nolls Witwe lebte nach dem Tod ihres Ehemanns weiterhin in dem Haus, und 1755 wurde das einzige überlebende Kind, die Tochter Elisabeth Magdalene, an den aus Weingarten bei Karlsruhe zugewanderten Förster Konrad Frieberle verheiratet. Das Ehepaar Frieberle lebte bis zum Tod des Ehemanns 1779 in dem Haus. Danach besaß es die Witwe bis zu ihrem Tod 1786. In diesem Jahr wird Elisabeth Magdalene geb. Noll ein letztes Mal im Untertanenverzeichnis genannt.